# ホイッスル

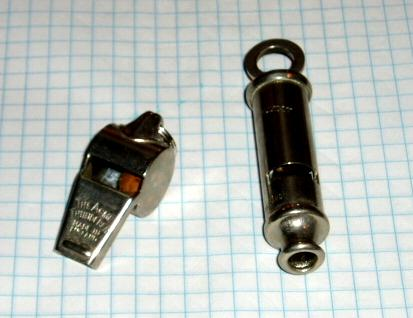
警察官用のホイッスル

ホイッスル（英: Whistle）は、楽曲の演奏や注意・警告などを目的に気体の流れを利用して音響を発生させる装置で、いわゆる「笛」の一種である。
振動が発生するメカニズムはリコーダーと同じであり、共鳴が発生するメカニズムはオカリナと同じ（ヘルムホルツ共鳴）である。楽器とみなした場合、唇の振動を用いない吹奏楽器なので、旧来の楽器分類法では金属やプラスチックで造られていても「木管楽器」に分類され、ザックス＝ホルンボステル分類では「気鳴楽器」に含まれる。
これに類似した音を電気的に発生させる器具（電子ホイッスル）もあり、こちらは「電鳴楽器」に含まれる。

## 歴史
スポーツ用のホイッスルは主にイギリスでコルク球を内蔵させたものを中心に発展した。1980年代後半にカナダでコルク球を内蔵しないホイッスルが発明されたことで音の立ち上がりが遅いあるいは内部のコルク球が引っかかるといった問題が改善された。

## 分類

### 音色による分類
ピーホイッスル
ピー（pea）と呼ばれる球体の回転によって強弱のメリハリがついた音のするもの。
ビートホイッスル
複数の共鳴管によってビート（うねり）を発生させるもの。

### 用途による分類

#### スポーツ
主に審判員が選手に対して試合開始、試合終了、あるいは試合を停止、再開の合図を送るために用いる。スポーツホイッスルには審判用ホイッスルとコーチング用ホイッスルがある。
審判用ホイッスル
ゲーム上での合図あるいは警告のために用いられる。音が大きくコルク球の引っかかるリスクの小さいビートホイッスルが主に用いられる。
コーチング用ホイッスル
トレーニングにおける合図あるいは誘導のために用いられる。音の強弱がつけやすいピーホイッスルが主に用いられる。

#### 楽器
サンバホイッスル
サンバの演奏に使われたのが起源とされる小さな十字型の笛
ティンホイッスル
アイルランド発祥とされ、ホイッスルと呼ばれてはいるが、リコーダーと同じ管状の共振系を持っており、音階を奏でることができる縦笛である。 → 「管楽器」を参照

#### 警備・交通整理・交通取締り
警察官などが、警告・指示のために使用する。

#### 鉄道
車掌及び駅員が発車の合図、あるいは危険な行為の制止のために使用する。車両の走行音や駅の混雑中でも音が聞こえやすいピーホイッスルが主に用いられる。
特にCOVID-19が流行して以降は、車掌がホイッスルを吹くためにマスクを外さなければならないことや飛沫を防ぐため、ホイッスルの代わりに電子ホイッスル（スイッチを入れると甲高い「ビーーーー」という音が鳴る）の導入がJR各社を中心に進んでおり、鉄道各社ではほぼ使用されなくなっている。ただ、阪急電鉄では2000年代前半には車掌のホイッスルを廃止したほか、Osaka Metroでは発車時にホームで発車メロディを流すことでホイッスルの代わりとしてホイッスルは廃止するなど、鉄道会社でもCOVID-19前から徐々にホイッスルを使用する頻度が減少していた。

#### バス
バスガイド及びバスターミナルの誘導員が後退時の誘導のために使用する。バスの走行音の中でも音が聞こえやすいピーホイッスルが主に用いられる。

## 日本の製造元
- モルテン
- 小柴製作所[3]
- イワコー - プラ呼子笛
- 東洋物産工業[4] - プラ呼子笛、防災用のホイッスル
- 墨田螺子産業[5] - 防災用のホイッスル
- S.Z.B.E. Whistle Japan[6]（スズブエ）- ティンホイッスル
- 七曜工房[7] - ウッドホイッスル
- 野田鶴声社（※廃業）

## ギャラリー

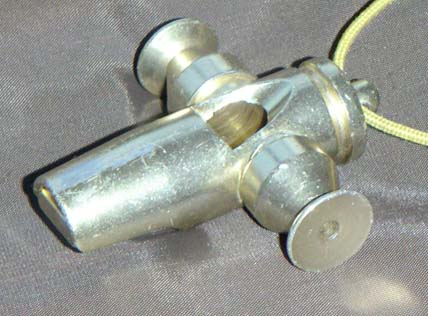
サンバホイッスル
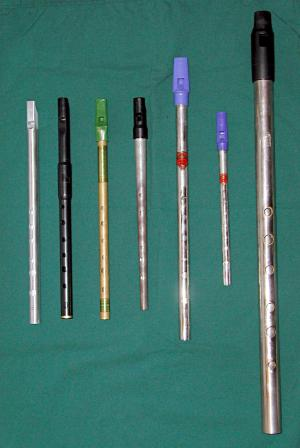
ティンホイッスル
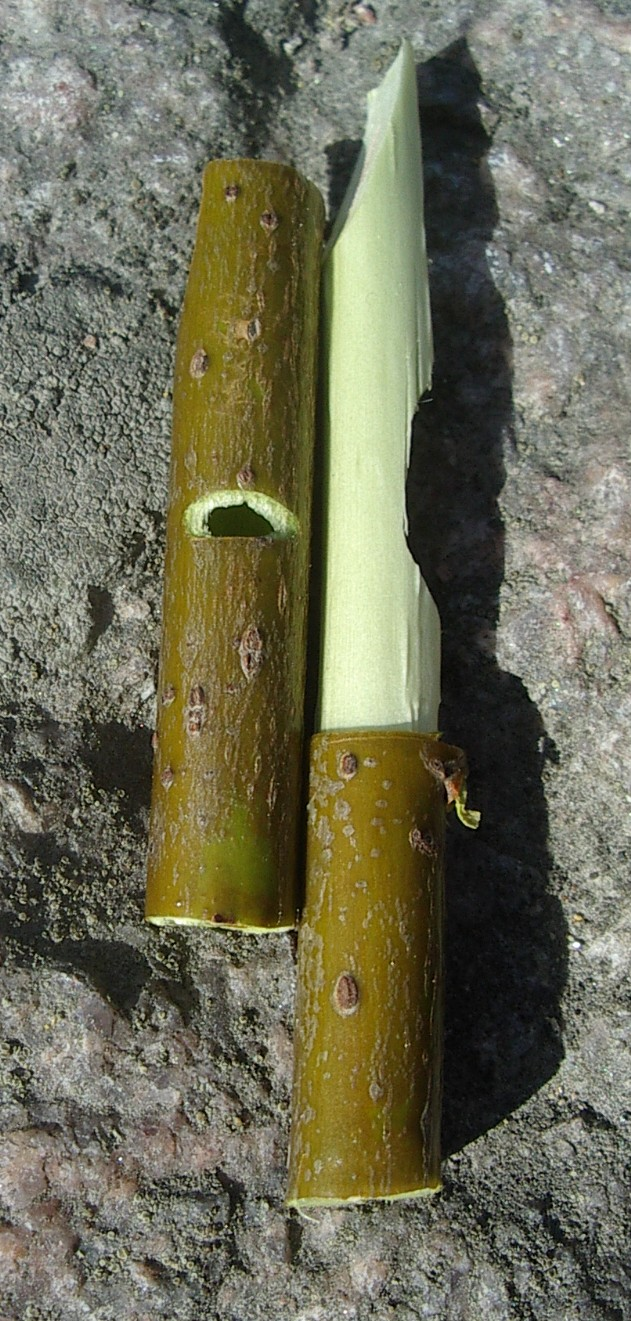
ウィローホイッスル
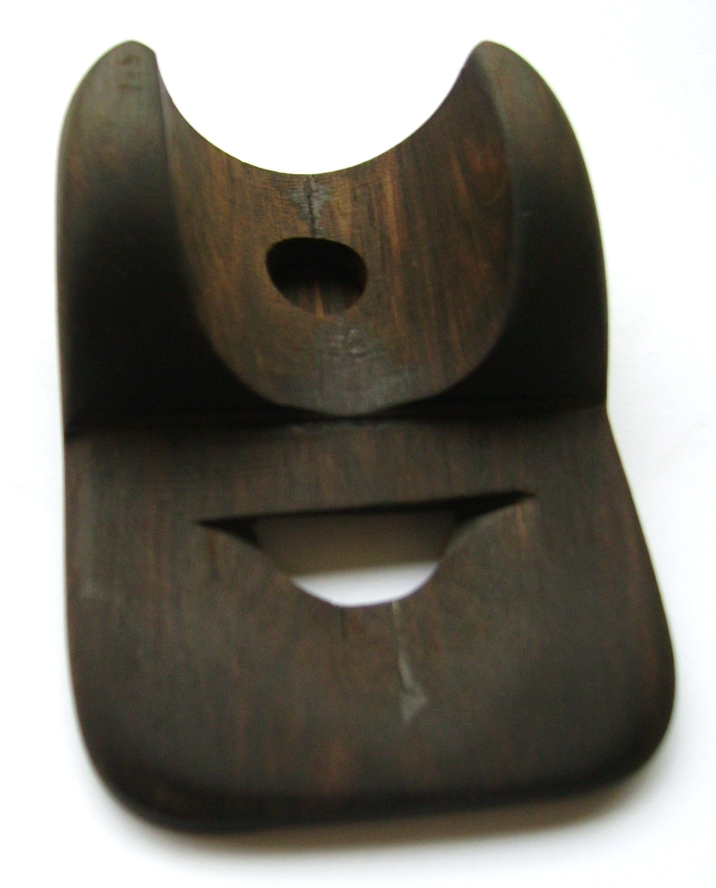
ノーズホイッスル
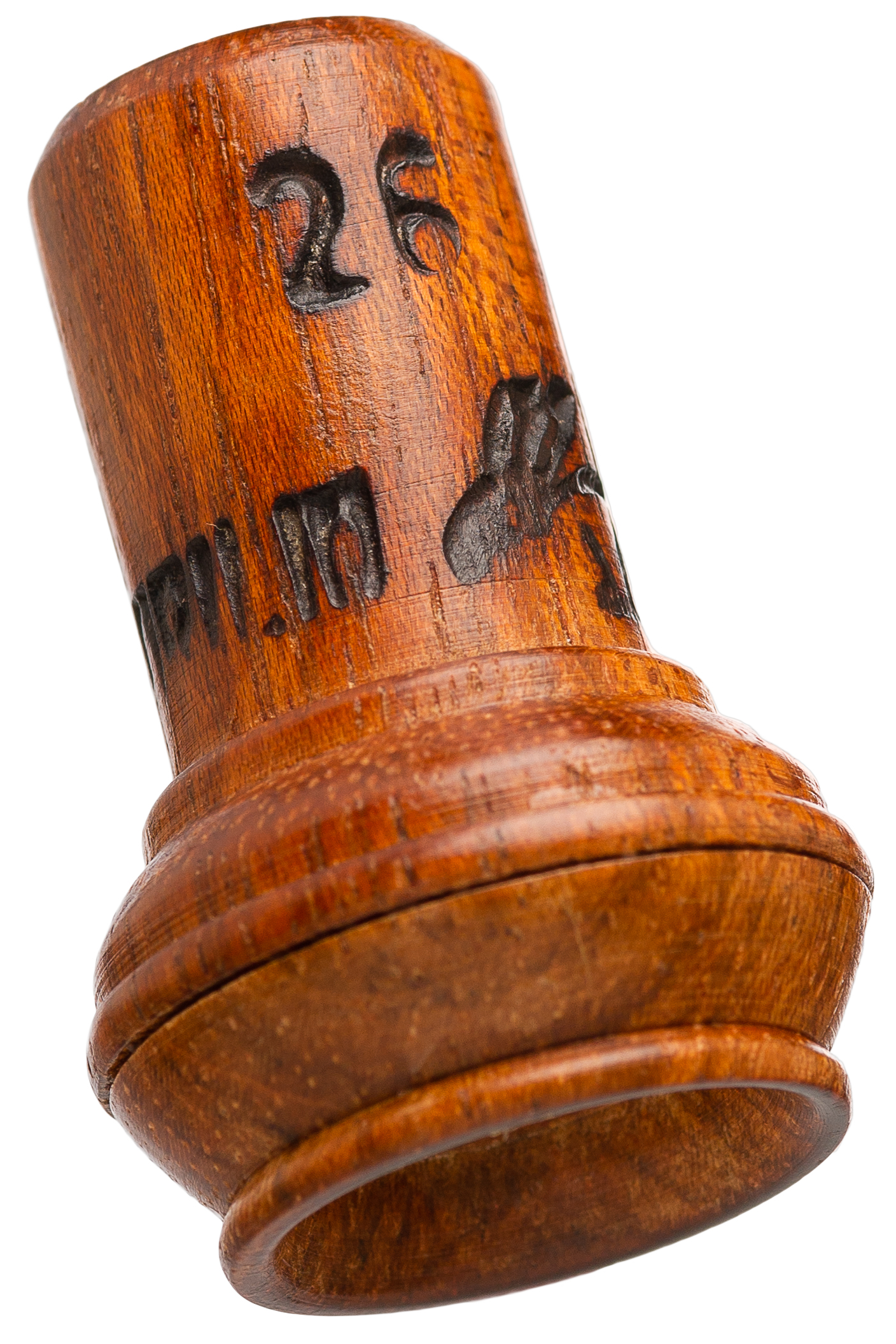
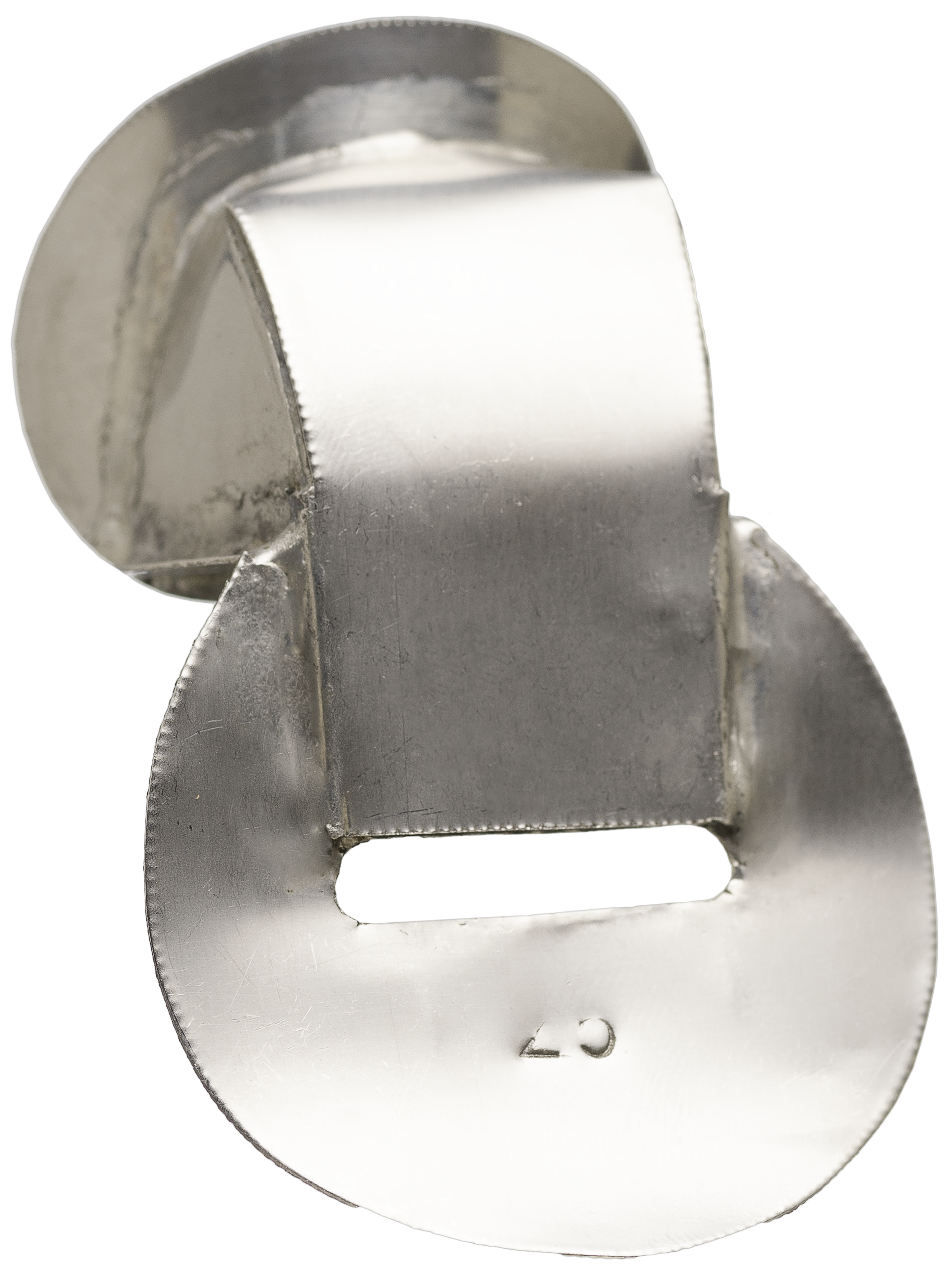
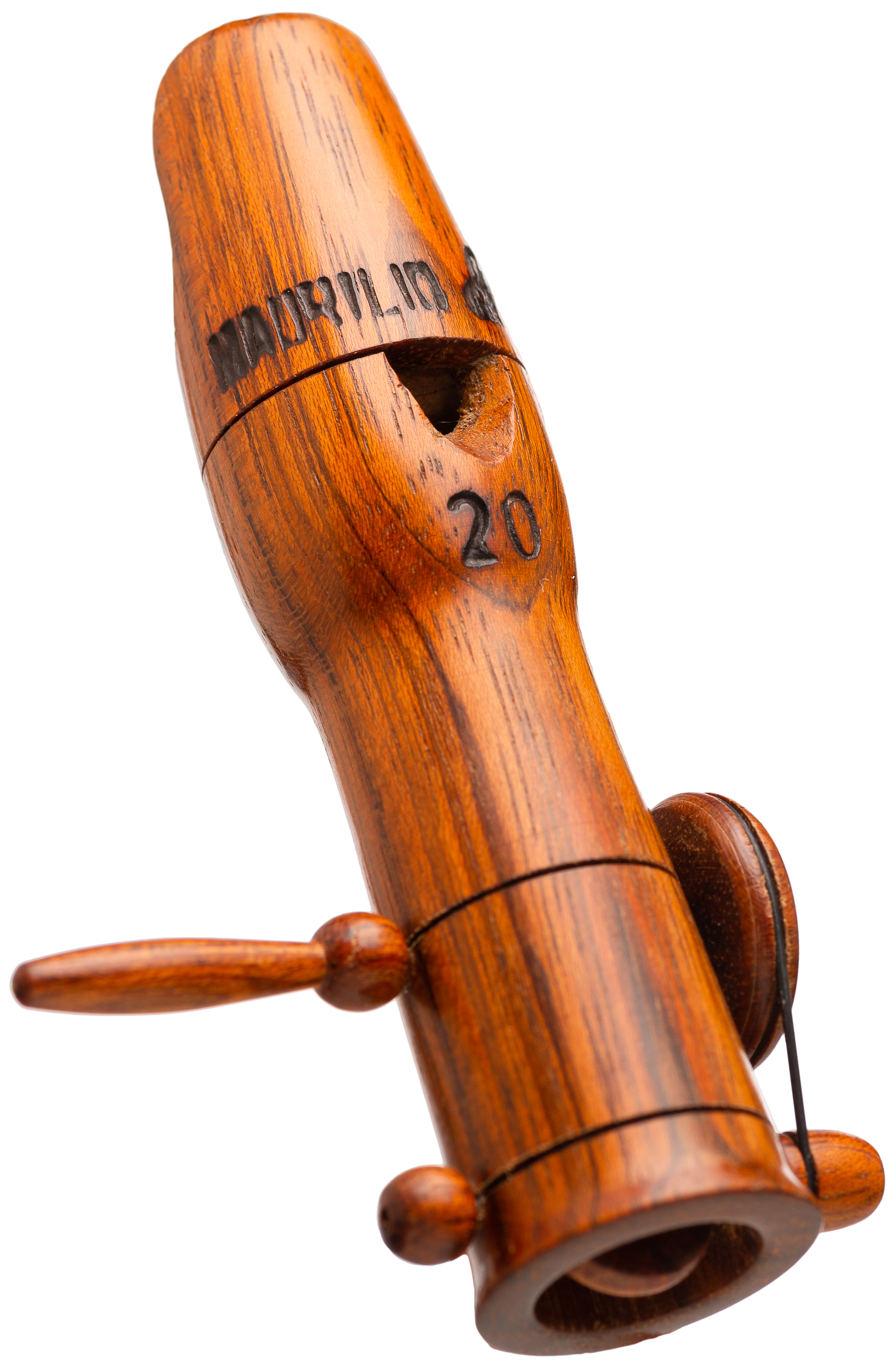
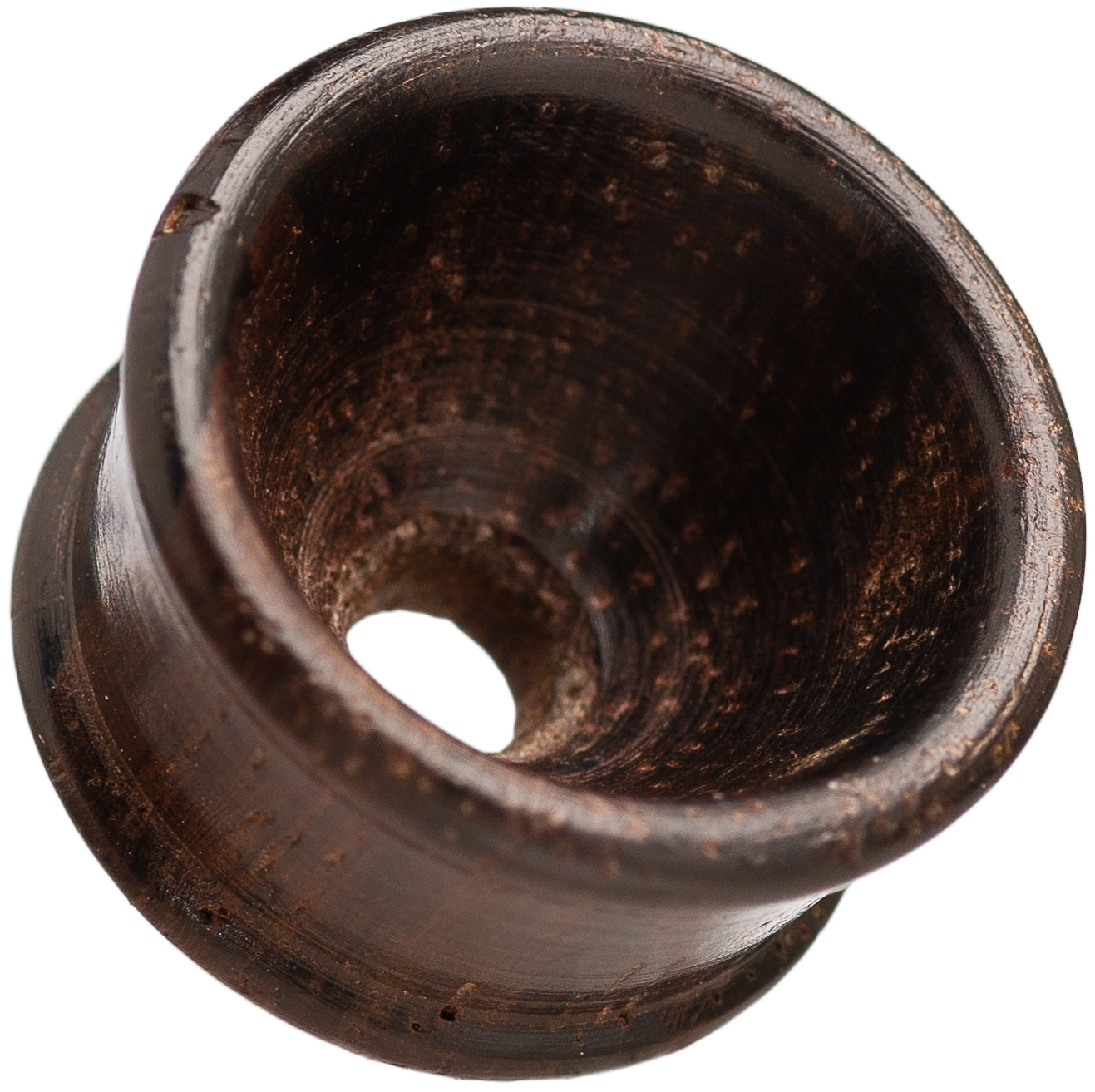